# Calamaria berezowskii
Calamaria berezowskii — вид змій родини полозових (Colubridae). Ендемік Китаю. ид названий на честь російського мандрівника і зоолога Михайла Березовського.

## Поширення і екологія
Calamaria berezowskii відомі з типової місцевості, розташованої в повіті Пін'у на півночі провінції Сичуань.